# Gigantione giardi
Gigantione giardi is een pissebed uit de familie Bopyridae. De wetenschappelijke naam van de soort is voor het eerst geldig gepubliceerd in 1906 door Giuseppe Nobili. De soort werd ontdekt bij het eiland Hao in  de Tuamotuarchipel, levend op Xantho (Eudora) tetraodon Heller (dit is Juxtaxanthias tetraodon (Heller, 1862)).